# 스케어드 투 데스 (1981년 영화)
스케어드 투 데스(Scared to Death)는 미국에서 제작된 윌리엄 말론 감독의 1980년 공포, SF 영화이다. 존 스틴슨 등이 주연으로 출연하였다.

## 출연

### 주연
- 존 스틴슨
- 다이애나 데이비슨
- 조나단 데이빗 모시스

### 조연
- 파멜라 보먼
- 마이크 머스캣